# Antiochus VII Euergetes Sidetes
Antiochus VII Euergetes, bijgenaamd Sidetes ("uit Side in Pamphylië", waar hij zijn jeugd had doorgebracht) en Eusebēs ("vroom") (164 - 129 v.Chr.) was koning van het hellenistische Seleucidenrijk (Syrië) en zoon van Demetrius I Soter.
Antiochus hield zich tijdens de regering van zijn broer Demetrius II Nicator afzijdig van de politiek en verbleef in Side, waaraan hij zijn bijnaam Sidetes had te danken. Toen zijn broer in juli of augustus van het jaar 138 v.Chr. door de Parthische koning Mithridates I de Grote tijdens Mithridates' verovering van Medië, Babylonië en Elam was gevangengenomen, usurpeerde de ambitieuze generaal Diodotus Tryphon - die sinds lang in conflict lag met Demetrius II - de troon. Omdat Antiochus meende dat enkel een lid van de Antigoniden de troon mocht bezetten, huwde hij zijn schoonzus Cleopatra Thea en riep hij zichzelf uit tot koning tegen de usurpator Diodotus Tryphon. Gesteund door verscheidene partijen viel hij Diodotus Tryphon in Dor aan, maar deze slaagde erin te ontsnappen. Kort daarop zou hij echter in Apameia zelfmoord plegen.
Een van de eerste regeringsdaden van Antiochus Sidetes was de Hasmoneeër Simon Makkabeüs te schrijven, waarbij hij hem in alle privileges die door zijn voorgangers waren verleend, bevestigde en hem toestond zijn eigen munten te slaan. Het doel van deze inschikkelijkheid was natuurlijk om zich van de hulp van Simon te verzekeren, of ten minste zijn neutraliteit, in de campagne tegen Tryphon, want toen hij slechts enkele geringe successen op laatstgenoemde had behaald, veranderde hij radicaal van houding tegenover de Joden. Hij herriep niet alleen alle vorige beloften, maar eiste van Simon het bezit van de veroverde steden Joppa en Gazara en de citadel van Jeruzalem, of, in plaats daarvan, een som van 1.000 talenten. Simon sloeg elk alternatief af, waarna Antiochus zijn generaal Cendebaeus tegen hem uitstuurde. Deze werd echter door de zonen van Simon, Judas en Johannes Hyrcanus, verslagen (voorjaar van 137).
Interne aangelegenheden namen hem in de daaropvolgende jaren zo in beslag dat Antiochus de Joden met rust liet. Maar zodra hij zijn handen vrij had, viel hij Judea binnen, verwoestte het land en belegerde in Jeruzalem Johannes Hyrcanus, die ondertussen zijn vader had opgevolgd, nadat deze in januari 134 v.Chr. was vermoord. De belegering duurde verscheidene jaren. Het laatste vredesvoorstel van Antiochus hield de uitlevering van alle wapens, de betaling van een belasting door alle steden buiten Judea, 500 talenten en gijzelaars in. De muren van Jeruzalem werden gedeeltelijk afgebroken. Hoe hard deze voorwaarden ook mogen schijnen, ze stonden in verhouding tot de toenmalige situatie, daar Judea op dat moment volledig in handen van Antiochus was. Omdat hij Hyrcanus erkende als hogepriester en zich niet mengde in de Joodse godsdienst, kreeg hij de bijnaam Euergetes (weldoener).
De stelling gedaan door geleerden dat Rome ten gunste van de Joden zou hebben ingegrepen, is, hoewel niet geheel onmogelijk, weinig waarschijnlijk. Noch is het waarschijnlijk dat het senatusconsultum bij Flavius Josephus, verwijst naar Antiochus Sidetes. Het is ook geweten dat hij in 133 v.Chr. dure geschenken stuurde naar Publius Cornelius Scipio Aemilianus Africanus minor die op dat moment Numantia belegerde.
In 130 v.Chr. voerde hij met succes de strijd tegen de Parthen, wier koning Mithridates in 132 v.Chr. was gestorven en opgevolgd door Phraates II, die hij verdreef uit Babylonië en Medië. Als vazal van Antiochus was Hyrcanus gedwongen de laatstgenoemde te vergezellen in zijn expeditie tegen de Parthen in 129 v.Chr., om alle bezittingen verloren aan de Parthen te heroveren. Verslagen door de Parthen pleegde Antiochus waarschijnlijk na 20 mei zelfmoord, waarmee ook een einde aan de staat van bezetting van Judea werd gemaakt.

## Voetnoot
1. ↑  Eusebius van Caesarea, Chronicon I 349.
2. ↑  Flavius Josephus, Ant. XII 8 § 2.
3. ↑  I Makk. 15:2—9:11.
4. ↑  I Makk. 15:1-14, 25-16:10; Flavius Josephus, Ant. XIII 7.2f. [223-227], B.J. I 2.2 [50-53].
5. ↑  L. Flathe, Geschichte Macedoniens und der Reiche, welche von macedonischen Königen beherrscht wurden, II, Leipzig, 1834, pp. 660 e.v.;
H. Ewald, History of Israel, V, Londen, 1874, index; E. Schürer, Geschichte des jüdischen Volkes im Zeitalter Jesu Christi, I, Leipzig, 18983/4, index; H. Willrich, Judaica: Forschungen zur Hellenisch-Jüdischen Geschichte und Litteratur, Göttingen, 1900, index; J. Wellhausen, Israelitische und jüdische Geschichte, Berlijn, 18952, pp. 259 e.v.
6. ↑  Ant. XIII 9 § 2.
7. ↑  Flavius Josephus, Ant. XIII 8 § 4; Appianus, Syr. 68.

## Antieke bronnen
- I Makkabeeën 15-16.
- Appianus, Syriaca 68.
- Diodorus van Sicilië, Bibliotheca XXXIV/XXXV 1, 15-18.
- Eusebius van Caesarea, Chronicon I 349.
- Flavius Josephus, Antiquitates Judaicae XIII 219-246, 236-254, 261-263, 271-273.
- Flavius Josephus, Bello Judaicae I 50-51, 61-62.
- Flavius Josephus, Contra Apionem II 82.
- Strabo, Geographika XIV 668.